# Millers Falls
Millers Falls – jednostka osadnicza w Stanach Zjednoczonych, w stanie Massachusetts, w hrabstwie Franklin.